# Толстоголовка двухполосая
Толстоголовка двухполосая (лат. Lobocla bifasciata) — бабочка семейства толстоголовок.

## Описание
Бабочки средних размеров. Размах крыльев 38—44 мм. Усики с заострённой оттянутой булавой. Верхняя сторона крыльев тёмно-коричневая. Бахромка крыльев пёстрая. Задние крылья без рисунка. Передние крылья имеют рисунок, образованный из светлых полупрозрачных пятен, расположенных в центральной ячейке, в постдискальной области и около верхушки крыла. Окраска нижней стороны переднего крыла повторяет рисунок верхней стороны. На задних крыльях снизу находится «мраморный» рисунок, образованный серыми чешуйками.

## Ареал
Встречается в России на юге Хабаровского края, в Приморье, Еврейской автономной области. Также обитает в Корее и Северо-Восточном, Центральном и Южном Китае.

## Биология
Встречается в хвойно-широколиственных лесах. Развивается в одном поколении за год. Время лёта в июле-начале августа.